# B3GALT5
B3GALT5 (англ. Beta-1,3-galactosyltransferase 5) – білок, який кодується однойменним геном, розташованим у людей на короткому плечі 21-ї хромосоми. Довжина поліпептидного ланцюга білка становить 310 амінокислот, а молекулярна маса — 36 189.
| 10         |  | 20         |  | 30         |  | 40         |  | 50         |
| ---------- |  | ---------- |  | ---------- |  | ---------- |  | ---------- |
| MAFPKMRLMY |  | ICLLVLGALC |  | LYFSMYSLNP |  | FKEQSFVYKK |  | DGNFLKLPDT |
| DCRQTPPFLV |  | LLVTSSHKQL |  | AERMAIRQTW |  | GKERMVKGKQ |  | LKTFFLLGTT |
| SSAAETKEVD |  | QESQRHGDII |  | QKDFLDVYYN |  | LTLKTMMGIE |  | WVHRFCPQAA |
| FVMKTDSDMF |  | INVDYLTELL |  | LKKNRTTRFF |  | TGFLKLNEFP |  | IRQPFSKWFV |
| SKSEYPWDRY |  | PPFCSGTGYV |  | FSGDVASQVY |  | NVSKSVPYIK |  | LEDVFVGLCL |
| ERLNIRLEEL |  | HSQPTFFPGG |  | LRFSVCLFRR |  | IVACHFIKPR |  | TLLDYWQALE |
| NSRGEDCPPV |  |            |  |            |  |            |  |            |

A: Аланін

C: Цистеїн

D: Аспарагінова кислота

E: Глутамінова кислота

F: Фенілаланін

G: Гліцин

H: Гістидин

I: Ізолейцин

K: Лізин

L: Лейцин

M: Метіонін

N: Аспарагін

P: Пролін

Q: Глутамін

R: Аргінін

S: Серин

T: Треонін

V: Валін

W: Триптофан

Кодований геном білок за функціями належить до трансфераз, глікозилтрансфераз. 
Локалізований у мембрані, апараті гольджі.